# Megauretere
Per  megauretere  in campo medico, si intende un'anomalia che riguarda la grandezza dell'uretere che risulta più ampio della normale condizione.

## Tipologia
Secondo parte della letteratura medica esistono due forme:
- Megauretere da reflusso
- Megauretere idiopatico